# Charmey (Gruyère)
Pour l’article homonyme, voir Charmey (Lac).
Charmey (Tsêrmê  en patois fribourgeois) est une localité et une ancienne commune suisse du canton de Fribourg, située dans le district de la Gruyère.

## Histoire

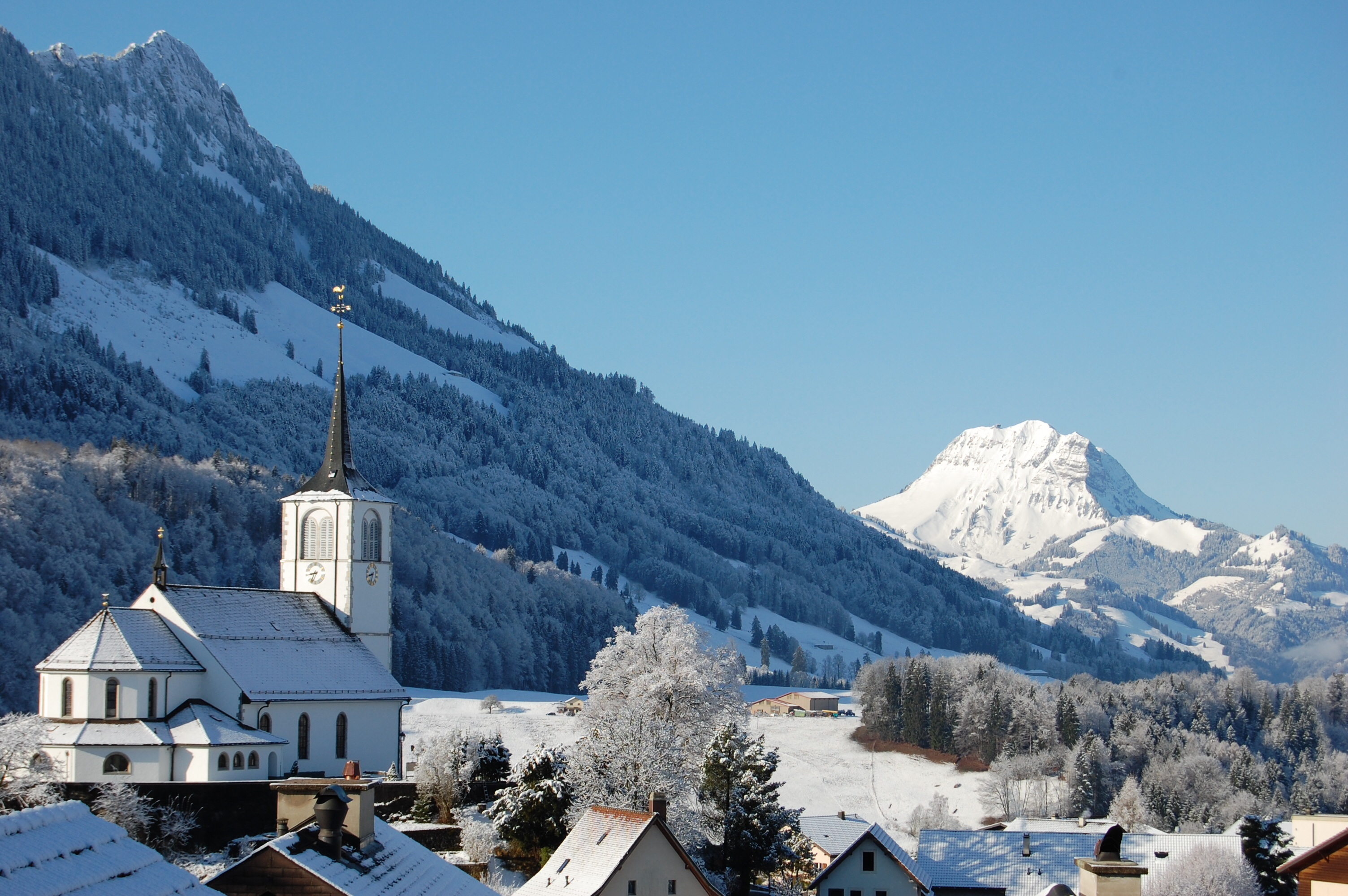
L'église Saint-Laurent à Charmey et le Moléson en arrière-plan.

Depuis le 1er janvier 2014, elle a fusionné avec sa voisine de Cerniat pour former la nouvelle commune de Val-de-Charmey.

## Géographie
Charmey mesure 7 846 ha. 2,1 % de cette superficie correspond à des surfaces d'habitat ou d'infrastructure, 44,9 % à des surfaces agricoles, 36,4 % à des surfaces boisées et 16,6 % à des surfaces improductives.

## Population

### Gentilé et surnoms
Les habitants de la localité se nomment les Charmeysans.
Ils sont surnommés lè Cu Péjan, soit les lourdeaux en patois fribourgeois, et les Batailleurs.

### Démographie
Charmey compte 1 993 habitants en 2022. Sa densité de population atteint 25 hab./km2.
Le graphique suivant résume l'évolution de la population de Charmey entre 1850 et 2010 :

## Domaine skiable
Une station de sports d'hiver - le plus vaste domaine skiable des Préalpes fribourgeoises - a été aménagée sur le territoire de la commune, sur les pentes de la montagne Vounetz. La télécabine 8 places, construite en 1962 puis reconstruite en 1998, part directement du village à 870 m d'altitude, et rejoint en 9,5 minutes le haut du domaine à quelques mètres de dénivelé du sommet qui culmine à 1 626 m d'altitude.
L'essentiel du domaine skiable se situe sur le versant de Plan Paccot (1 206 m). Un télésiège débrayable 4-places, construit en 2011, dessert l'essentiel de ce versant entre 1 176 et 1 618 m d'altitude. Il est complété sur le haut du domaine par deux courts téléskis construits dans les années 1960 et offrant un maximum de 135 m de dénivelé. Les pistes sont dans l'ensemble étroites et peu raides, et une partie du kilométrage total de pistes est en réalité constitué de routes forestières de liaison. L'un des trois itinéraires à ski - non inclus dans les 10 pistes du domaine - est situé sur la droite de ce versant.
Les deux autres itinéraires - aux pentes plus raides - sont situés sur le versant Charmey et permettent le retour en station. Ils rejoignent l'unique piste de ce versant peu avant l'entrée dans le village, à l'endroit où le terrain devient relativement plat. Le tracé de la piste impose de déchausser à deux reprises pour traverser la route, et de pousser sur les bâtons pour rejoindre la télécabine.
Du fait de la faible altitude du bas du domaine skiable et de l'absence d'enneigeurs, il n'est pas exceptionnel que le retour en vallée s'effectue en cabine depuis la gare intermédiaire de la télécabine.
La station est membre du regroupement de stations de ski des Alpes Fribourgeoises.
Une piste de ski de fond de 20 km part de Charmey en direction de Jaun. Elle est éclairée sur 5 km.
Une piste de luge - longue de 3,3 km et offrant 440 m de dénivelé - part du sommet de Vounetz et relie la station inférieur du télésiège. La location de luge est possible à l'arrivée de la télécabine.
25 km de circuits de randonnée à raquette à neige ont été aménagés, notamment pour relier Charmey aux stations voisines de la Berra et Jaun.

## Station thermale
Les bains de la Gruyère sont inaugurés à Charmey en 2007 et deviennent la première station thermale du canton de Fribourg. Ils ont entraîné une augmentation du nombre de nuitées du village en 2008.

## Musée
Logé dans un chalet du XVIIe siècle, le musée de Charmey invite à découvrir l’expression artistique contemporaine et le patrimoine régional. Le bois, la terre et le papier sont ses matériaux de prédilection. Le musée est connu internationalement pour sa Triennale du papier fondée en 1993.

## Personnalités
- Rémi Bonnet, skieur-alpiniste et athlète
- Jacques Lüthy, skieur, médaillé de bronze aux JO de Lake Placid en 1980